# Клэнси, Эдуард Бид
Эдуард Бид Клэнси (англ. Edward Bede Clancy; 13 декабря 1923, Литгоу — 3 августа 2014, Сидней) — австралийский кардинал. Титулярный епископ Ардкарны и вспомогательный епископ Сиднея с 25 октября 1973 по 24 ноября 1978. Архиепископ Канберры с 24 ноября 1978 по 12 февраля 1983. Архиепископ Сиднея с 12 февраля 1983 по 26 марта 2001. Председатель епископской конференции Австралии с 1986 по 2000. Кардинал-священник с титулом церкви Санта-Мария-ин-Валичелла с 28 июня 1988.

## Ранняя жизнь и образование
Клэнси родился 13 декабря 1923 года, в Литгоу, диоцез Бэтхёрста, в Австралии. Сын Джона Бида Клэнси и Эллен Люси Эдвардс. Он заявлял, что он хотел быть священником с раннего возраста, и что он отслужил его первую Мессу будучи ещё ребёнок, к развлечению его брата и сестёр. Образование получил в Колледже Святого Колумбы, в Спрингвуде; Колледже Святого Патрика, в Мэнли; Папском Урбанианском Университете, в Риме (докторантура в богословии); Папском Библейском Институте, в Риме (лиценциат в Священном Писании).

## Священник
После завершения своего обучения в колледже Братьев-маристов, он был рукоположён в священника 23 июля 1949 года, в тот же самый год как и другой будущий австралийский кардинал Эдуард Идрис Кассиди.
Пастырская работа в архиедиоцезе Сиднея в 1949—1952 годах. Он продолжил своё образование в Риме в 1952—1955 годах. Пастырская работа в Сиднее в 1955—1958 годах. Он тогда начал преподавать и стал членом профессорско-преподавательского состава Колледжа Святого Колумбана в 1958—1961 годах. Далее продолжение обучения, в 1961—1963 годах, в конечном счёте получив свою докторантуру в богословии в 1965 году. Капеллан Сиднейского университета и члена профессорско-преподавательского состава Колледжа Святого Патрика, Мэнли, в 1963—1973 годах. Он также служил официальным пресс-секретарём архиепархии в это время, и стал очень известным на этом основании.

## Епископ
25 октября 1973 года Клэнси был назначен титулярным епископом Ард Карны и вспомогательным епископом Сиднея. 19 января 1974 года состоялась его ординация, в Сиднее, которую возглавлял кардинал Джеймс Дарси Фримен — архиепископ Сиднея, которому помогали и сослужили кардинал Джеймс Роберт Нокс — архиепископ Мельбурна и Томас Винсент Кахилл — архиепископ Канберры.
24 ноября 1978 года, он был назначен архиепископом Канберры (и Гоулбёрна). За немного чуть более четырёх лет, что он был архиепископом Канберры и Гоулбёрна, архиепископ Клэнси пользовался уважением жителей Канберры и Гоулбёрна, как очень дружелюбный и доступный архиепископ, который был также очень благосклонен свои людям и своим священникам. Он имел большое взаимопонимание с молодёжью в архидиоцезе.

## Архиепископа и кардинал
12 февраля 1983 года он был назначен архиепископом Сиднея, а 28 июня 1988 года он был возведён в кардиналы-священники с титулом церкви Санта-Мария-ин-Валичелла. Он также продолжал свою образовательную карьеру в течение этого времени, становясь канцлером Австралийского Католического университета в 1992 году.
Главная работа в Соборе Пресвятой Девы Марии, в Сиднее имел место в его епископство Сиднеем. В 1999 году существенно новый орган был построен Orgues Létourneau Ltée из Монреаля, Квебек. В 2000 году шпили собора были наконец закончены.
В течение срока его архиепископства неоготическая епархиальная семинария Святого Патрика в Мэнли, (основанная кардиналом Патриком Мораном в 1889 году) была закрыта с международной школой поставки аренда собственности. Новая семинария, семинария Доброго Пастыря, была открыта в западном пригороде Сиднея Хоумбуше. Учитывая увеличивающееся число семинаристов в Хоумбуше, может быть возможно в будущем семинария будет перемещена назад к Мэнли.

## Скандал вокруг сексуальных домогательств в католической церкви  Австралии
Его срок пребывания во главе архидиоцеза был не без противоречия из-за утверждений, окружающих скандал вокруг сексуальных домогательств в границах его епархии.

## Отставка и кончина
26 марта 2001 года кардинал Клэнси покинул пост архиепископа Сиднея. 13 декабря 2003 года ему исполнилось восемьдесят лет и он потерял право участвовать в Конклавах.
После своей отставки с поста архиепископа Сиднея, в период с 21 октября (когда Джордж Пелл был назначен кардиналом) до своего собственного восьмидесятилетия 13 декабря 2003 года, было трое австралийских кардиналов-выборщиков (имевших право выбора папы римского на Конклаве) включая Джорджа Пелла и Эдуарда Идриса Кассиди.
Состояние здоровья кардинала Клэнси стало ухудшаться после его отставки, и скончался кардинал Эдуард Клэнси 3 августа 2014 года, в возрасте девяноста лет, в доме престарелых Малых сестёр бедняков в пригороде Сиднея — Рэндвике.